# Salix alba
Il salice bianco (Salix alba L., 1753), detto anche salice da pertiche è una pianta della famiglia delle Salicacee.

## Descrizione
Albero alto fino a 25 m, dalla chioma aperta e i rami sottili, flessibili e tenaci, corteccia giallastra o grigio-rossastra.
Le foglie lanceolate-acuminate, con stipole caduche e piccole, picciolate e finemente seghettate sono pelose su ambo le facce da giovani. 
Le foglie adulte hanno pagina superiore poco pelosa o glabra, di sotto hanno densa peluria che conferisce una colorazione argentea. 
Le infiorescenze sono costituite da amenti, distinti in femminili e maschili. 
Gli amenti maschili sono lunghi fino a 7 cm, presentano due stami e antere gialle; gli amenti femminili sono peduncolati e più esili di quelli maschili.
I frutti sono costituiti da capsule glabre e subsessili che, a piena maturazione, si aprono in due parti liberando dei semi cotonosi (ovverosia semi dotati di un "pappo" bianco cotonoso).

## Distribuzione e habitat
Comune nei luoghi umidi e lungo i corsi d'acqua fino a 1 000 metri di altitudine in Europa, Nord Africa e Asia.

## Usi
Il salice bianco viene utilizzato per consolidare i terreni di ripa e le pendici franose, ed il suo legno, leggero e non molto pregiato, viene utilizzato nell'industria cartaria. Utilizzato come combustibile brucia in fretta, producendo un buon calore per un tempo limitato.
Il salice bianco era utilizzato come sostegno per le viti avendo una crescita veloce, le piante in circa 3/4 anni erano in grado di dare i primi pali, i rami piccoli non venivano usati per legare le viti in quanto ha un legno rigido e fragile. Mentre per legare le viti veniva e viene ancora usato il Salix viminalis dove i giovani rami (vinchi o vimini) vengono impiegati in agricoltura per legare le viti.
La pianta è inoltre ricca di virtù medicinali. L'acido salicilico composto alla base della nota aspirina fu ricavato proprio dal salice bianco, e la corteccia contiene tannino, utilizzato come disinfettante e cicatrizzante.
Dal legno del salice bianco viene anche prodotto uno dei migliori carboni vegetali per la fabbricazione della polvere nera.